# Ioszif Vlagyimirovics Gurko

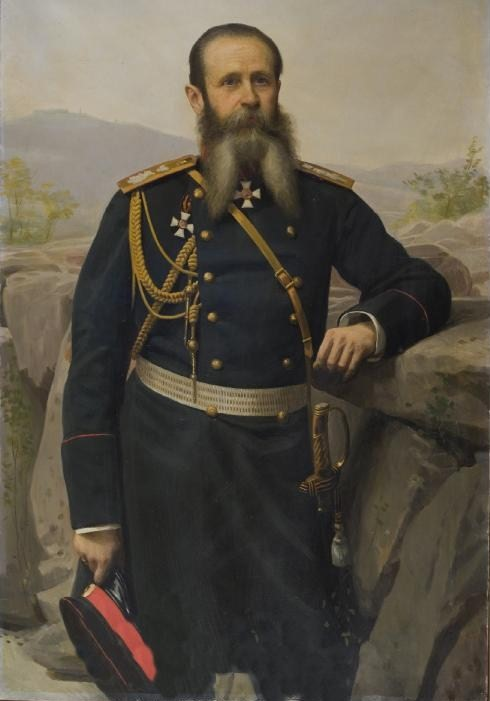
Gurko az 1880-as években

Ioszif Vlagyimirovics Gurko (oroszul: Иосиф Владимирович Гурко; Novgorod, 1828. július 28. – Szaharovo, 1901. január 28.) orosz tábornok, Varsó főkormányzója.
1828-ban született régi fehérorosz nemesi családban. A szentpétervári apródiskolában kezdte tanulmányait, majd 1846-ban mint tiszthelyettes lépett be a gárda-huszárezredbe, ahonnan századosi ranggal ment át a gyalogsághoz, közben 1857-ben mint eszkadronparancsnok újra visszament a gárdahuszársághoz, 1860-ban a cár szárnysegéde, majd 1861-ben ezredese lett. 
1863-ban részt vett a lengyel felkelés leverésében, 1866-ban egy lovas gránátos ezred parancsnokságát bízták rá, 1876-ban pedig már hadosztályparancsnok volt.

## Szerepe az 1877. évi orosz–török háborúban
Az 1877-es orosz–török háborúban egy nagyobbrészt lovasságból összeállított előhadat vezérelt, mellyel előbb Tarnovóig, majd a Balkánon át Drinápolyig nyomult előre. Ez a vakmerő hadimenet azonban, melynek révén az oroszok a Sipka-szoros birtokába jutottak, nem volt oly döntő befolyással a háborúra nézve, mint amilyennek kezdetben látszott, mert előretolt hadait a török déli hadsereg mihamar visszaszorította. Nemsokára ezután Szentpétervárra hívták Gurko tábornokot, hogy lovasosztályát a harctérre vezesse. Október havában vette át az összes testőrhadaknak és a nyugati hadtest lovasságának vezérletét azzal a meghagyással, hogy az Oszmán pasa vezérsége alatt Plevna mellett álló török hadaknak háta mögött az összeköttetést elvágja és Plevna körülzárolását befejezze. Ez, miután Gurko október 24-én az elsáncolt Gorni Dabnikot rohammal bevette s a szintén elsáncolt Telist heves ágyúzással megadásra kényszerítette. Erre december végén átkelt a Balkánon, 1878. január 4-én megszállta Szófiát, innen Filippopol ellen ment, ott Szulejmán pasa hadseregét háromnapi csata után (június 15–17-én) szétszórta, mire az orosz főhadsereggel Drinápolynál egyesült, és ezzel együtt egészen Konstantinápoly közelébe haladt előre.
A háború befejezése után Gurko lovassági tábornoki rangot kapott és a cár fő hadsegéde lett, 1879. április 14-én pedig Szentpétervár teljhatalmú kormányzójává nevezték ki. Azonban az ezt követő év telén a cár ellen intézett merényletet Gurko nem tudta megakadályozni, 1880-ban állásából és minden más katonai szolgálatából felmentették.
1882-ben csak III. Sándor orosz cár hívta őt vissza aktív szolgálatba, majd 1883-ban a varsói katonai kerület kormányzóságát bízta rá. Ez állásában világszerte mint a lengyelek kegyetlen sanyargatója vált ismertté.